# 独山镇 (巨野县)
独山镇，是中华人民共和国山東省菏泽市巨野县下辖的一个乡镇级行政单位。

## 行政区划
独山镇下辖以下地区：
吴营村，鹿湾村（原资料遗漏了）